# Gårdssjön, Småland
Gårdssjön är en sjö i Jönköpings kommun i Småland och ingår i Motala ströms huvudavrinningsområde. Sjön har en area på 0,0275 kvadratkilometer och ligger 211,9 meter över havet.

## Delavrinningsområde
Gårdssjön ingår i det delavrinningsområde (639879-139771) som SMHI kallar för Mynnar i Tabergsån. Avrinningsområdets medelhöjd är 218 meter över havet och ytan är 1,99 kvadratkilometer. Det finns ett delavrinningsområde uppströms, och räknas det in blir den ackumulerade arean 4,62 kvadratkilometer. Vattendraget som avvattnar avrinningsområdet har biflödesordning 3, vilket innebär att vattnet flödar genom totalt 3 vattendrag innan det når havet efter 228 kilometer. Delavrinningsområdet består mestadels av skog (31 procent), öppen mark (18 procent) och jordbruk (33 procent). Avrinningsområdet har 0,09 kvadratkilometer vattenytor vilket ger avrinningsområdet en sjöprocent på 4,4 procent. Bebyggelsen i området täcker en yta av 0,23 kvadratkilometer eller 12 procent av avrinningsområdet.